# Wanlessia
Wanlessia is een geslacht van spinnen uit de familie springspinnen (Salticidae).

## Soorten
De volgende soorten zijn bij het geslacht ingedeeld:
- Wanlessia denticulata Peng, Tso & Li, 2002
- Wanlessia sedgwicki Wijesinghe, 1992